# Pássaros do Sul
Pássaros do Sul foi o álbum de estreia da cantautora portuguesa Mafalda Veiga. Produzido por Manuel Faria, foi editado em 1987.

## Lançamento
O disco conta com alguns dos temas mais marcantes da música portuguesa dos finais dos anos 80, tais como "Planície", "Restolho", "O sol de Março" e "Velho". Foi disco de prata com mais de 10 mil cópias vendidas.

## Lista de músicas
| Nº | Título                    | Duração |
| -- | ------------------------- | ------- |
| 1  | Planície                  | 4:18    |
| 2  | O menino de sua Mãe       | 3:26    |
| 3  | Restolho                  | 4:21    |
| 4  | O sol de Março            | 4:03    |
| 5  | Charco                    | 2:04    |
| 6  | Balada De Um Soldado      | 2:58    |
| 7  | Velho                     | 3:45    |
| 8  | Me Escapé Com Mi Guitarra | 3:16    |
| 9  | Nós                       | 3:50    |
| 10 | Soslaio                   | 2:13    |